# Elezioni presidenziali in Egitto del 2023
Le elezioni presidenziali in Egitto del 2023 si sono tenute, in anticipo sulla naturale scadenza prevista per il 2024 per volere dello stesso Presidente uscente Abdel Fattah al-Sisi, tra il 10 ed il 12 dicembre; gli egiziani all'estero hanno votato tra il 1º ed il 3 dicembre.
Il Presidente uscente ha annunciato la sua ricandidatura, dopo aver fatto approvare un emendamento costituzionale per allungare il mandato presidenziale a sei anni e rimuovere il vincolo dell’ineleggibilità immediata dopo il secondo mandato nel 2019, il 3 ottobre 2023.
Esse, come le precedenti, sono state ritenute come "ridicole" da svariate organizzazioni e media, risultando Al-Sīsī nuovamente vincitore con il 90% dei voti e senza alcuna tangibile opposizione; l'affluenza è stata del 66,8%.

## Sistema elettorale
Il Presidente dell'Egitto è eletto utilizzando il Sistema maggioritario a doppio turno.
Per partecipare alle elezioni, tuttavia, un candidato deve ottenere l'approvazione di 20 parlamentari o, alternativamente, "25.000 elettori idonei in almeno 15 governatorati", con almeno 1.000 approvazioni da ciascun governato.
Inoltre, ai sensi dell'Art. 141 della Costituzione dell'Egitto:
- "Un candidato deve essere un cittadino egiziano nato da genitori egiziani;
- Il candidato, i suoi genitori ed il suo coniuge non devono avere la doppia cittadinanza;
- Al candidato non devono essere stati negati i suoi diritti civili e politici a causa di una condanna penale;
- Il candidato deve aver svolto il servizio militare;
- Il candidato deve avere almeno 40 anni".

## Risultati
| Abdel Fattah al-Sisi | Indipendente                       | 39 702 451 | 89,65 |  |  |  |  |  |
| Hazem Omar           | Partito Popolare Repubblicano      | 1 986 352  | 4,49  |  |  |  |  |  |
| Farid Zahran         | Partito Socialdemocratico Egiziano | 1 776 952  | 4,01  |  |  |  |  |  |
| Abdel-Sanad Yamama   | Neo-Wafd                           | 822 606    | 1,86  |  |  |  |  |  |
| Totale               | Totale                             | 44 288 361 | 100   |  |  |  |  |  |
|                      |                                    |            |       |  |  |  |  |  |
| Voti non validi      | Voti non validi                    | 489 307    | 1,09  |  |  |  |  |  |
| Votanti              | Votanti                            | 44 777 668 | 66,80 |  |  |  |  |  |
| Elettori             | Elettori                           | 67 032 438 |       |  |  |  |  |  |